# Catedral de San Juan Bautista de Badajoz
La Santa Iglesia Catedral Metropolitana de Badajoz o catedral de San Juan Bautista, que posee rango metropolitano, está situada en la plaza de España, en el centro de la ciudad de Badajoz (España), siendo la sede arzobispal. Es la capital archidiocesana de la archidiócesis Mérida-Badajoz. A su vez es, junto con las catedrales de Coria y Plasencia, socia fundadora de la asociación Ciudades Catedralicias, a la que pertenecen otras quince catedrales españolas.

## Historia
Tras la conquista cristiana de la ciudad en 1230 por el rey Alfonso IX de León, fue nombrado obispo Fray Pedro Pérez. Durante el inicio de su obispado se utilizó la antigua mezquita como catedral de la ciudad con la advocación de santa María del Castillo. Dos años después de la finalización de la conquista se planteó la necesidad de construir una catedral y no fue hasta mediados del siglo XIII cuando se iniciaron las obras. Se eligió como emplazamiento el lugar que ocupaba una antigua iglesia visigoda o mozárabe situada en el Campo de San Juan, terreno situado en el exterior de la alcazaba.
En 1276 la catedral fue consagrada bajo la advocación de san Juan Bautista, pese a que las obras no habían concluido aún. La construcción de los aspectos fundamentales del edificio se prolongó hasta el siglo XV, realizándose durante los siglos XVI y XVII sucesivas reformas y añadidos que han otorgado a la catedral su aspecto actual, no quedando completamente terminada hasta el siglo XVIII.
En la ciudad de Badajoz se celebraron hasta cinco bodas reales. En este templo tuvieron lugar los desposorios del entonces Príncipe de Asturias y futuro rey don Fernando VI con la infanta portuguesa doña Bárbara de Braganza en 1729, que fue reina de España hasta su muerte en 1758. Esta celebración fue doble, pues, al mismo tiempo, el hermano de Bárbara de Braganza y príncipe de Brasil, José de Braganza, se casaba con la infanta española Mariana Victoria de Borbón. Además, destaca la boda de Juan I de Castilla con Beatriz de Portugal en 1383.
Fue declarada Monumento Histórico-Artístico el 3 de junio de 1931.

## Exterior de la catedral

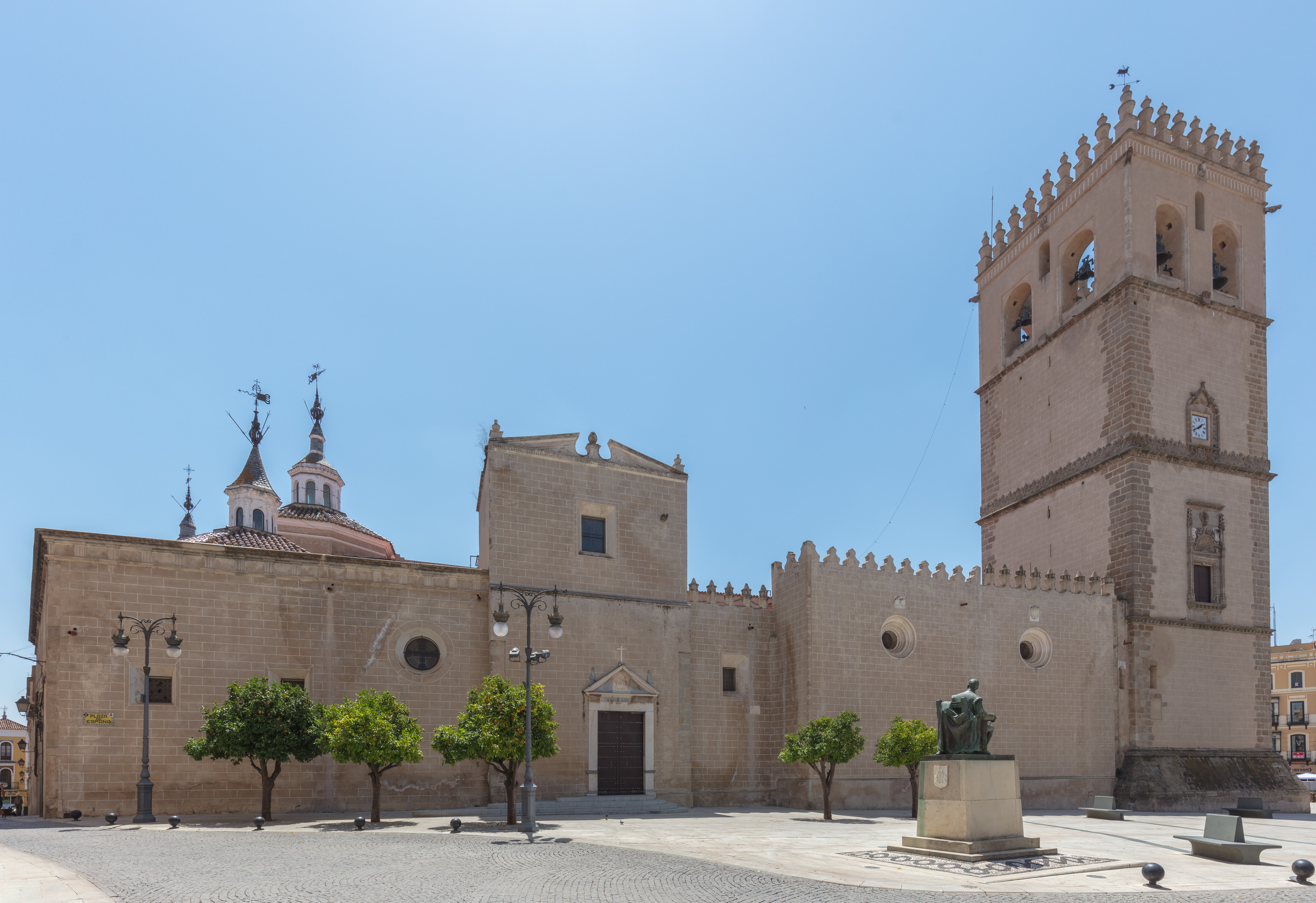
Vista lateral

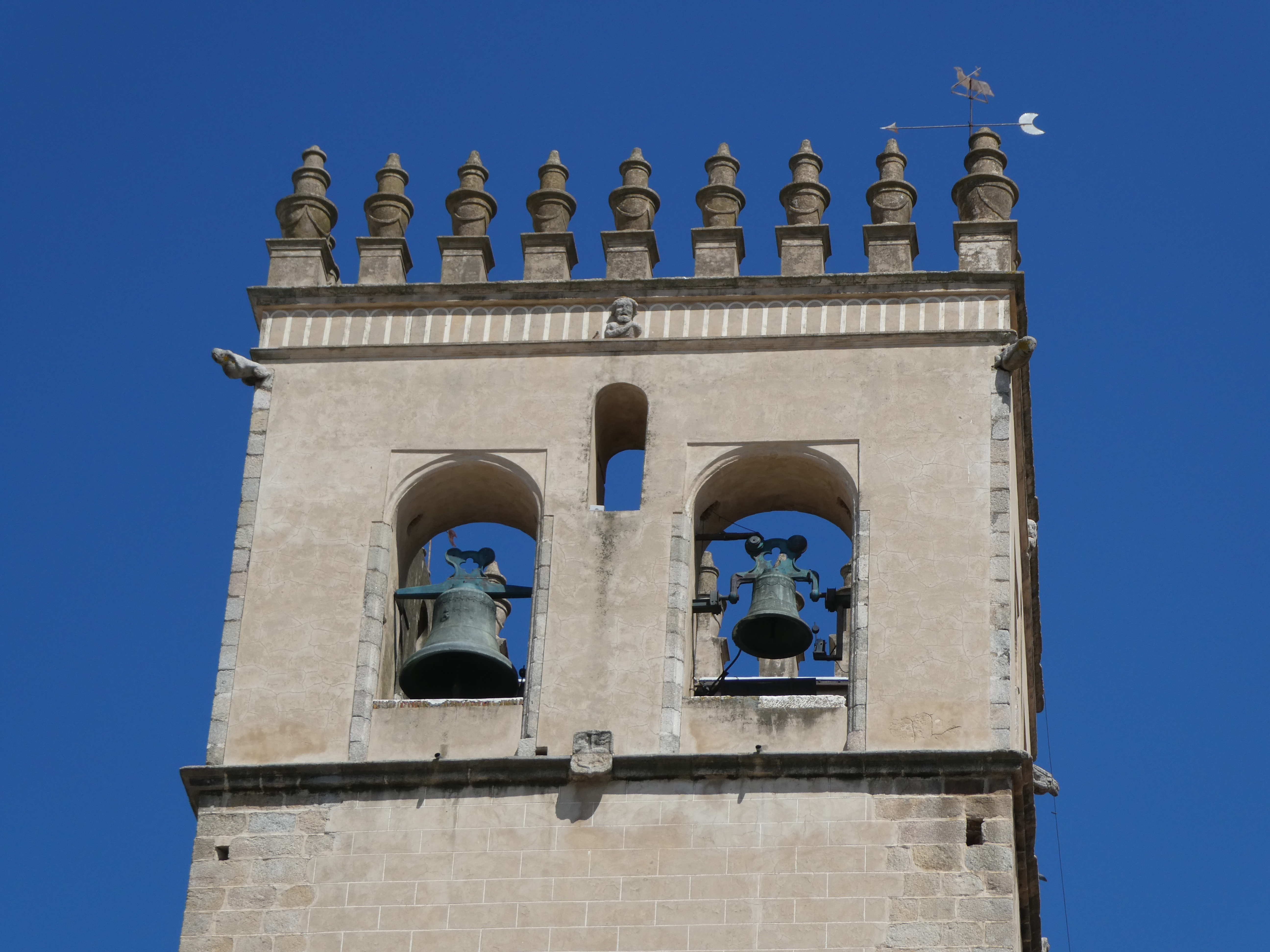
Campanario del

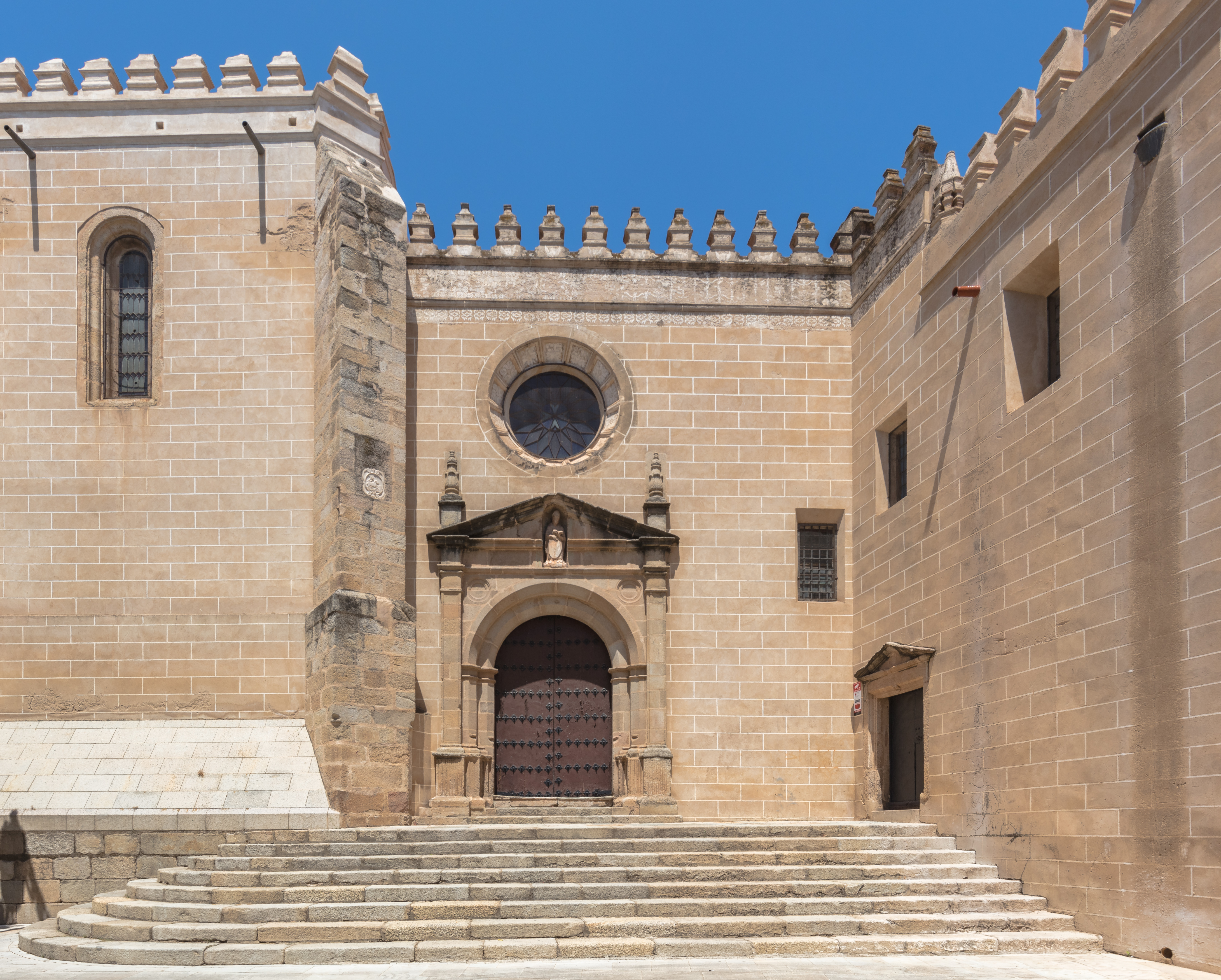
Fortaleza

Exteriormente, y dado el carácter fronterizo de la ciudad, la catedral de Badajoz se asemeja a una fortaleza: posee fuertes muros, almenas y una sobria y poderosa torre donde se encuentra el campanario.

### La Torre de la catedral
Es su elemento exterior más destacado. Tiene 11 metros de anchura y 41 metros de altura, y está dotada de tres cuerpos y campanario. Aunque la fisonomía actual nos ofrece una única torre, hubo proyectos de construir dos, una a cada lado de la fachada principal, pero por diversos motivos y vicisitudes en la historia de la ciudad tan sólo pudo ser levantada la que hoy podemos contemplar.
La planta de la torre es cuadrada, con tres cuerpos más el de campanas, y con una altura de 37’5 metros. Los materiales empleados son sillares graníticos y mampostería, que junto con el ladrillo son los utilizados también en el resto del conjunto catedralicio. La fecha de construcción de la torre no está clara, pero probablemente fue cimentada en el siglo XIII, y se levantaría entre los siglos XV y XVI.

El primer cuerpo presenta en el lienzo occidental una ventana de medio punto abocinada de características estilísticas románicas y, por tanto, arcaicas con respecto al momento de su construcción. La ventana está decorada por una hilera de perlas, que se repite en la moldura de división con el segundo cuerpo, y una serie de motivos vegetales estilizados. En la división entre el primero y el segundo cuerpo, hilera de pomas y rosetas decorativas.

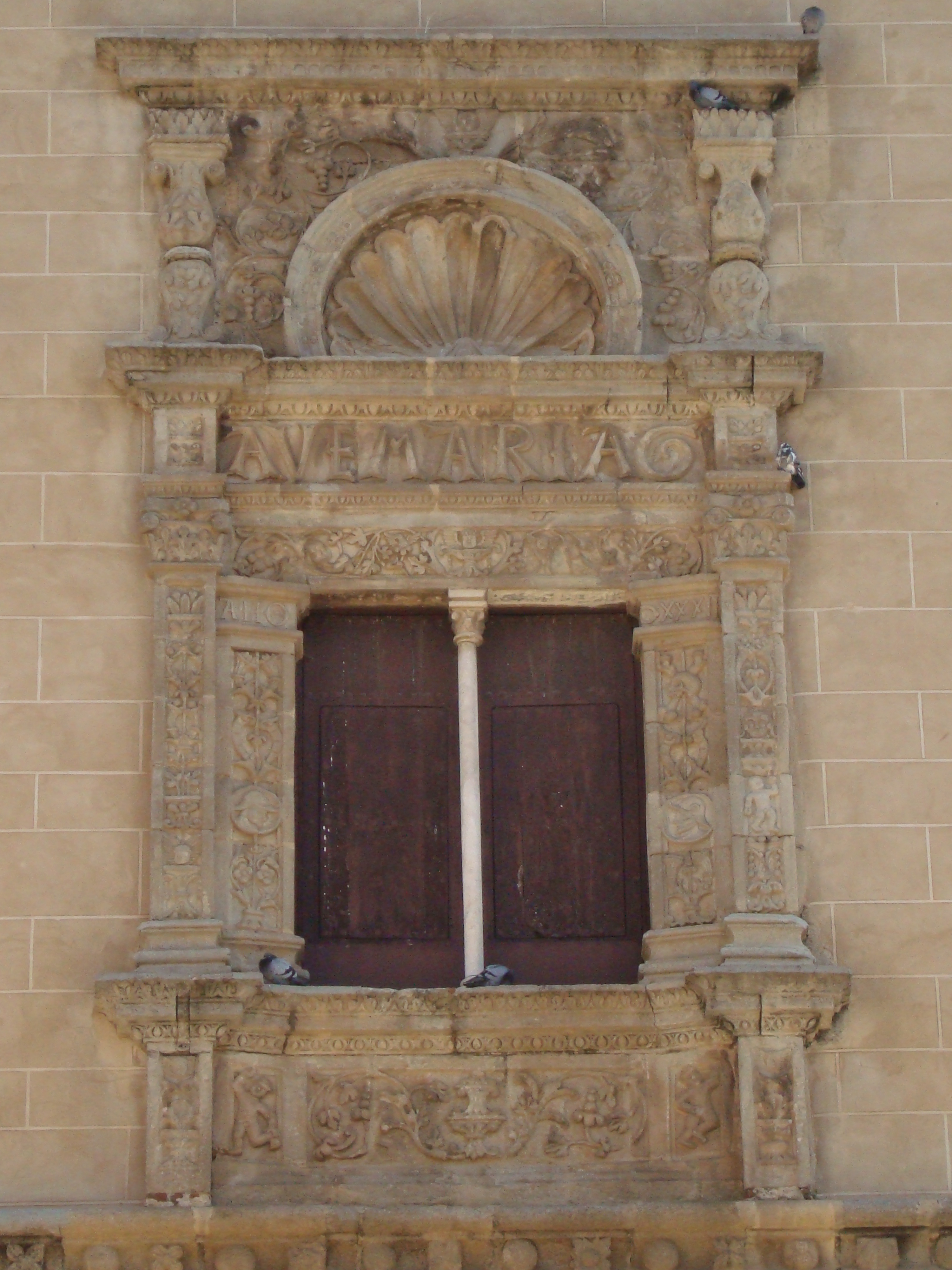
Catedral de Badajoz

El segundo cuerpo tiene dos ventanas. La del lado occidental es de estilo plateresco, dividida en dos cuerpos, el inferior está formado por un vano adintelado, dividido por un parteluz y enmarcado por pilastras de orden compuesto y rematado por un friso con la inscripción AVE MARIA. Está fechada en los capiteles de las jambas en 1532. El cuerpo superior está decorado con una concha o venera entre balaustres y un remate de cornisa. Toda la ventana presenta los elementos decorativos propios del plateresco. Es obra de Juan de Ayala. La ventana del lado norte es de estilo gótico tardío. Está formada por un vano adintelado y coronada por un arco trilobulado con venera central y las cabezas en relieve de San Pedro y San Pablo; remata el gablete entre dos pináculos y dos escudos labrados en mármol, uno con el cordero, emblema de la catedral, y otro del obispo Pedro González Manso, que rigió la diócesis de 1526 a 1532. Este segundo cuerpo, cuya construcción podría fijarse en el primer tercio del siglo XVI, muestra el tránsito de la arquitectura española entre las últimas reminiscencias góticas y el primer renacimiento del estilo plateresco. En la división del segundo al tercer cuerpo se emplea una moldura ajedrezada rematada con una crestería gótica.
Las fachadas norte y oeste del tercer cuerpo presentan dos ventanas adinteladas, decoradas con un cordón formando un arco conopial y decoración de perlas. En 1715 se colocan en estas ventanas las “esferas” del reloj, realizado por Miguel Taramas. El tercer y cuarto cuerpo se separan mediante una sencilla moldura con escudos.
El cuarto cuerpo es el de campanas, formado por dobles arcos de medio punto, más uno de campanil en cada frente. Estilísticamente responde a un segundo renacimiento de líneas más puras y clásicas, vigente en España a partir del segundo tercio del siglo XVI. Este cuerpo está rematado con un friso de doble moldura y un busto por cada frente, entre los que aparece el de San Juan en el lado occidental. En sus ángulos, gárgolas figurativas cuya finalidad es evacuar el agua de las lluvias. Fue concluida en 1542 por Gaspar Méndez.
La torre está coronada por pináculos y almenas con cazoletas de barro vidriado que se utilizaban para las luminarias que se encendían en la ciudad en fechas señaladas, como las vísperas de fiestas. Hay que tener presente que la vida ciudadana se organizaba en torno a su centro religioso y la torre–campanario era el medio de comunicación para convocar a los actos litúrgicos, anunciar los festejos y sucesos cotidianos relevantes, e incluso regular la actividad de la ciudad marcando las horas del día. Estas funciones se cumplían gracias a las campanas y a las mencionadas luminarias.

### Las Portadas de la Catedral
Las portadas se caracterizan por la sencillez y severidad de todo el conjunto catedralicio, no presentado los caracteres góticos que le serían propios, pues las primitivas portadas del templo fueron reformadas en distintas épocas adaptándolas a los nuevos gustos. En la actualidad se conservan tres, una central o principal y dos laterales.

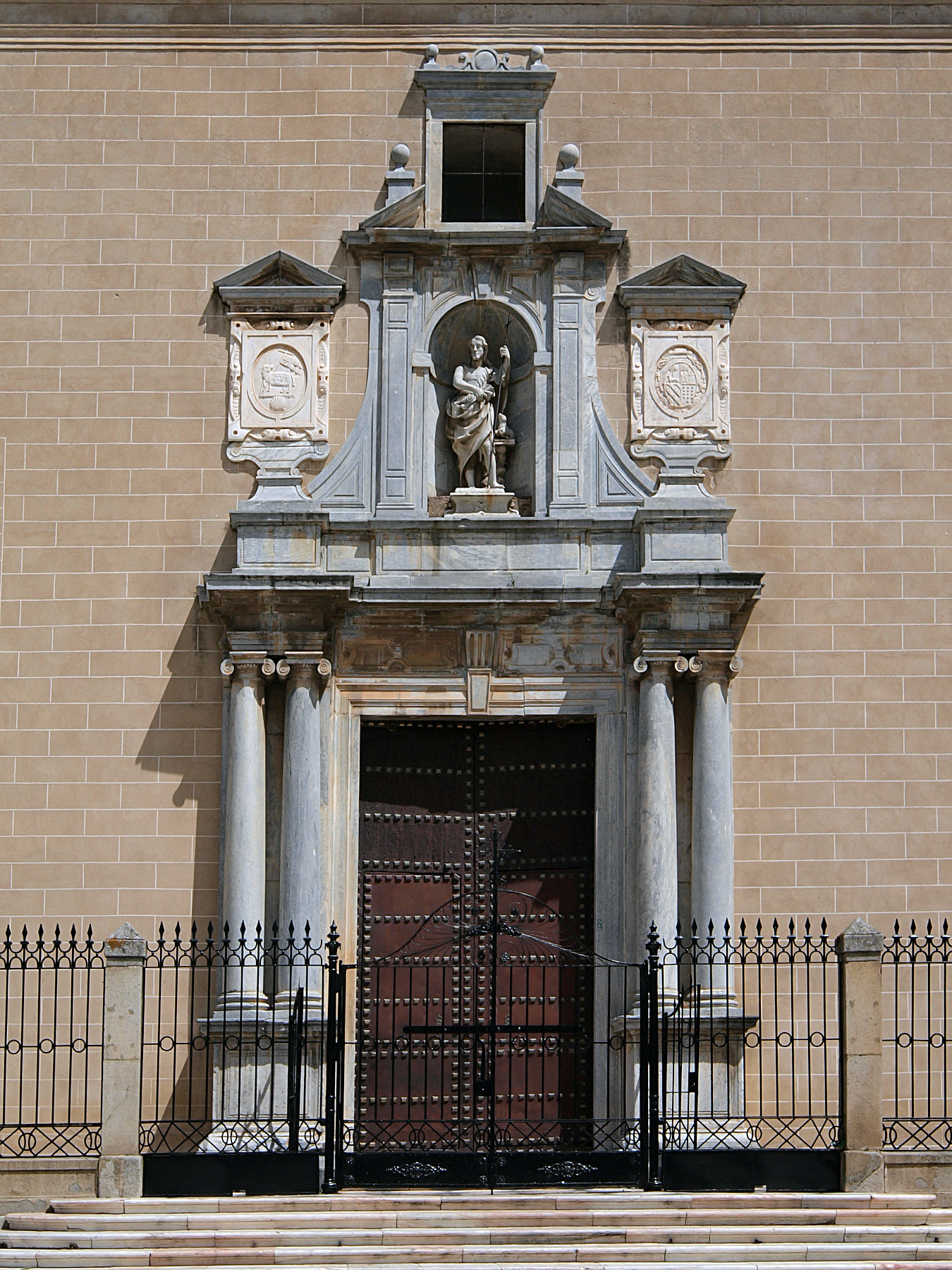
Puerta de la Catedral

#### La Puerta Principal o de San Juan
La Portada Principal, situada a los pies de la iglesia en el lado occidental, fue mandada construir en 1619 por el obispo Pedro Fernández Zorrilla y el cabildo. Para ello se convocó un concurso público ganado por el proyecto de Melchor Cordero y Sebastián Vázquez, vecinos de Elvas. Dicho proyecto se sometió a las directrices del cabildo y, por dificultades económicas, no llegó a terminarse como estaba previsto. La actual, aunque cronológicamente corresponde a los inicios del estilo barroco, tiene aún fuertes resabios clasicistas. La portada tiene dos cuerpos: el bajo presenta un vano de acceso adintelado enmarcado por pares de columnas jónicas levantadas sobre podiums que soportan un arquitraba quebrado, el alto presenta una hornacina central y dos cartelas rematadas todas por frontones triangulares. En la hornacina fue mandada colocar, en 1692, por el obispo Marín de Rodezno, la actual escultura en piedra de caracteres barrocos de San Juan Bautista. Las cartelas tienen en bajo relieve sendos escudos, uno episcopal y otro del cabildo. La fachada fue concluida definitivamente con su aspecto actual en 1862, fecha en la que se construye la escalinata. Gracias al programa de restauración de catedrales esta fachada fue restaurada en 1994.

#### La Puerta del Cordero
En la fachada norte de la Catedral, de traza muy sencilla, era la más utilizada por la población, pues está orientada hacia la parte antigua, zona más densamente poblada. También ha sido la más utilizada en procesiones y ceremonias religiosas. Es del siglo XVII y está realizada en mármol blanco. De estructura adintelada con frontón, presenta un Cordero con la cruz, símbolo del templo.

#### La Puerta de San Blas
En la fachada sur, de aspecto renacentista, fue labrada en 1546 por Gaspar Méndez. Está compuesta por un solo cuerpo, con arco de medio punto enmarcado por pilastras sobre podiums y rematado por un frontón triangular con dos pináculos que culminan la línea de pilastras. En los espacios triangulares formados por el arco de medio punto y el arquitrabe, denominados enjutas o albanegas, se labran dos óculos decorativos. En 1553 se labra una hornacina que rompe el arquitrabe para recibir la imagen de San Blas, en mármol blanco portugués, esculpida por el maestro Hans de Bruselas. Sobre la portada existe un rosetón circular con la rosca acasetonada. En el costado izquierdo de la puerta de San Blas se abre otra de pequeñas dimensiones, de traza sencilla renacentista con frontón triangular, que da acceso a las dependencias catedralicias situadas en torno al claustro.

## Interior de la Catedral

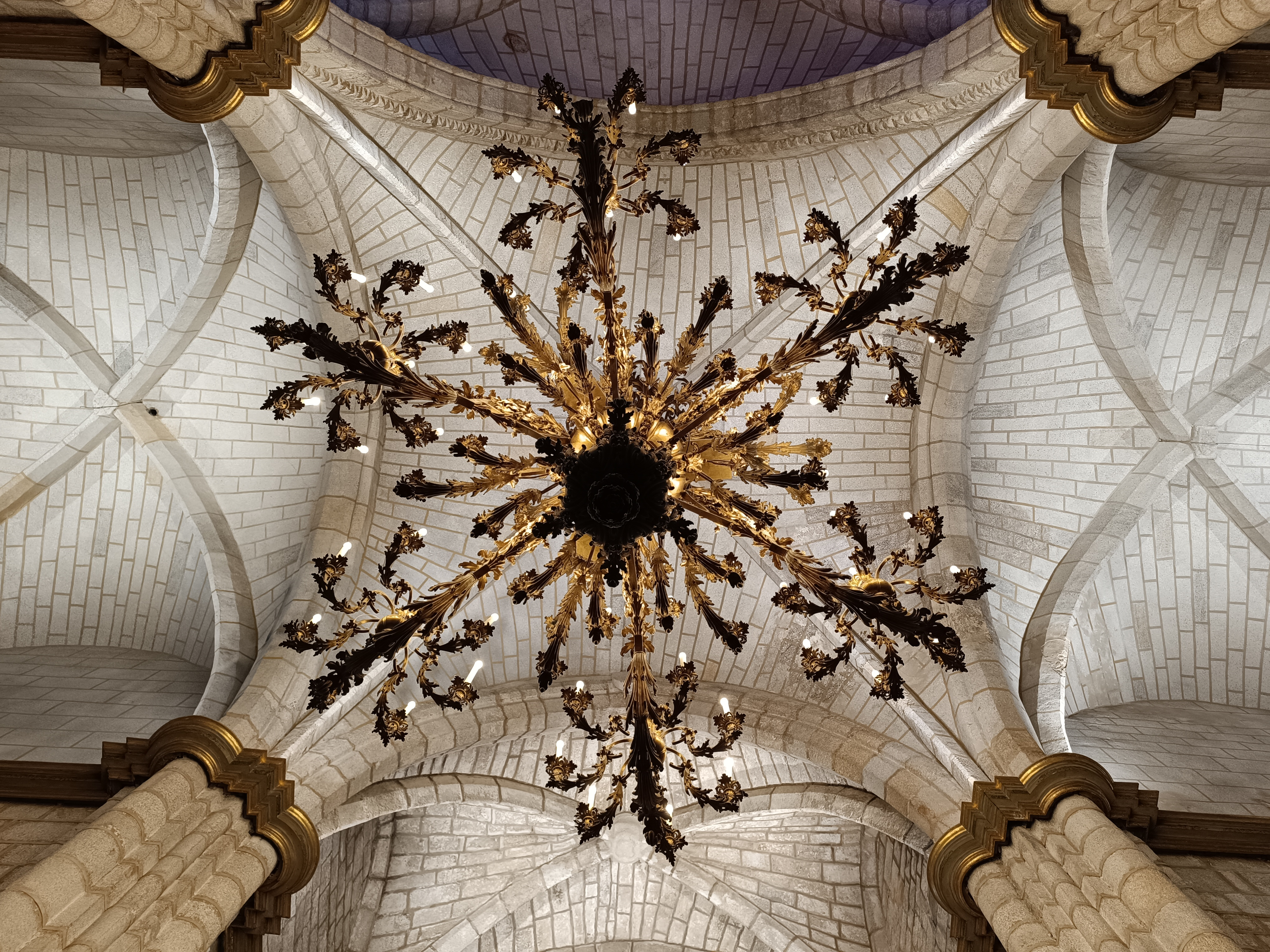
Crucero con lámpara de araña de 3,8 metros de diámetro.

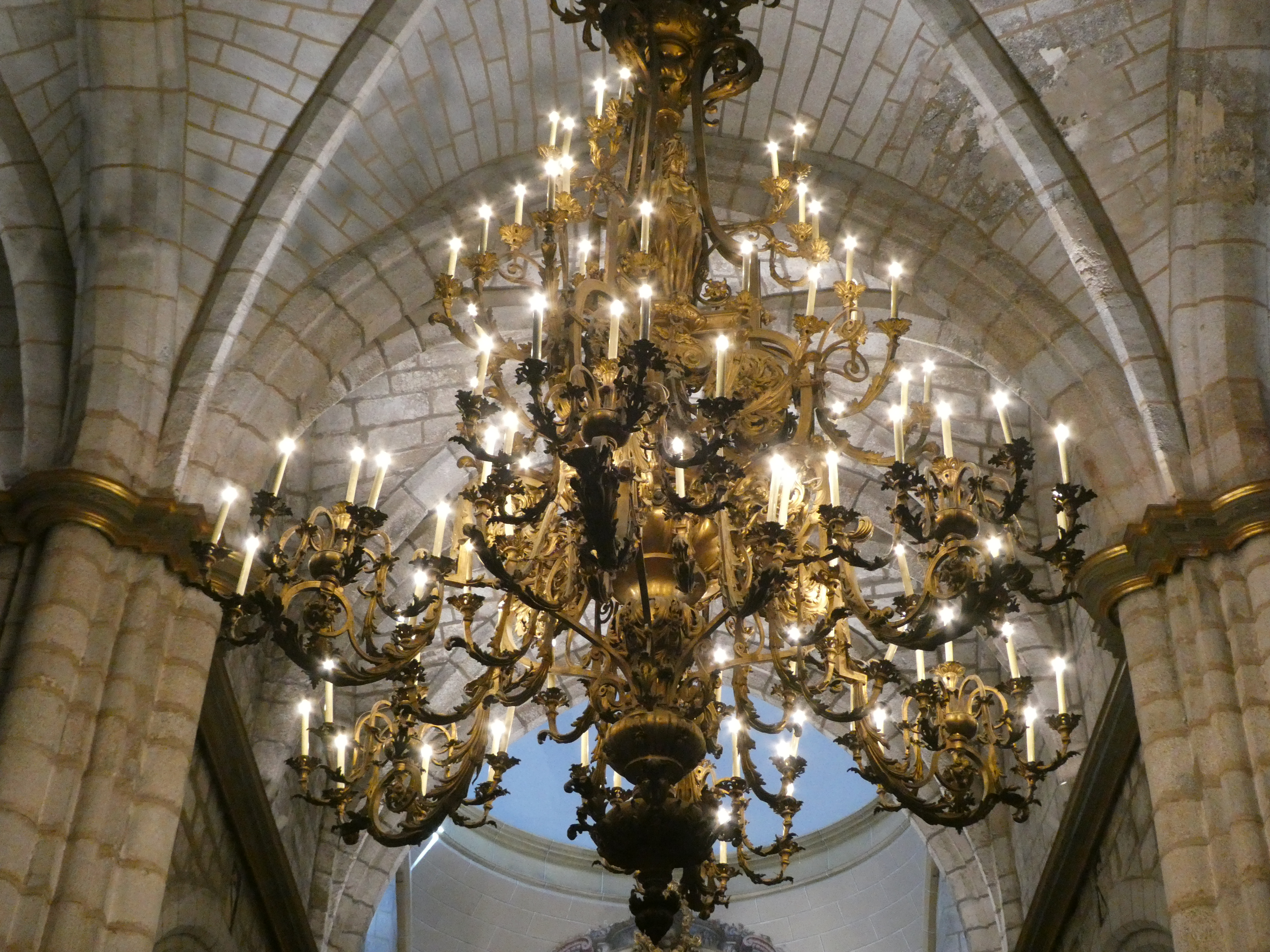
Gran lámpara de araña.

La Catedral está orientada de este a oeste, como es normal en las iglesias cristianas; en las cuales, el presbiterio, lugar preferente, está orientado a Tierra Santa. La importancia que para el culto religioso tiene el presbiterio es la razón por la cual se inicia normalmente por él la construcción del edificio. Así, la larga duración de los trabajos emprendidos para levantar estas construcciones no es obstáculo para que se realicen cultos religiosos.
La planta de la Catedral es de cruz latina con tres naves, crucero y dos más de capillas. La nave central y la de crucero son de mayor altura para facilitar así la iluminación del interior mediante ventanales, y carece de tribunas. Las naves se cubren con bóvedas de crucería sencilla, excepto el tramo que daba acceso al presbiterio que presenta una tracería doble, algo poco usual, con la intención de otorgar un aspecto más rico a este espacio preferente. Sin embargo, las bóvedas de algunas capillas son más ricas y suntuosas, debido a que o bien se levantan en la última fase del gótico (más decorativo), o a que son pagadas por manos privadas. El espacio interior de la Portada de San Blas se cubre con una bóveda de cañón renacentista que debió proyectarse acasetonada en su totalidad, como lo está el inicio de la misma; además a este espacio asoma una ventana lateral de la capilla de Santa Ana, con rejería plateresca.
Del crucero pende una lámpara, de 6,5 metros de altura y 3,8 de diámetro, de 102 brazos, con un peso total de 3750 kilos, traída del Palacio del Congreso de Madrid por Adelardo López de Ayala cuando era su presidente en el año 1878.
El sistema de soporte empleado es el de pilares cruciformes con columnas adosadas que recogen el peso de las bóvedas por medio de las nervaduras góticas. Los pilares poseen ciertas reminiscencias románicas por la presencia marcada de basas y capiteles, algunos de ellos decorados también con elementos figurativos más propios del estilo precedente. Lo mismo sucede con los soportes exteriores y, mientras en los edificios góticos lo característico es el arbotante y el estribo, en la Catedral el contrarresto del empuje de las bóvedas se efectúa con contrafuertes de tipo románico. Estos contrafuertes no son visibles hoy en su totalidad al adosarse, posteriormente, al cuerpo de la iglesia las capillas laterales.

### Capilla y Altar Mayor

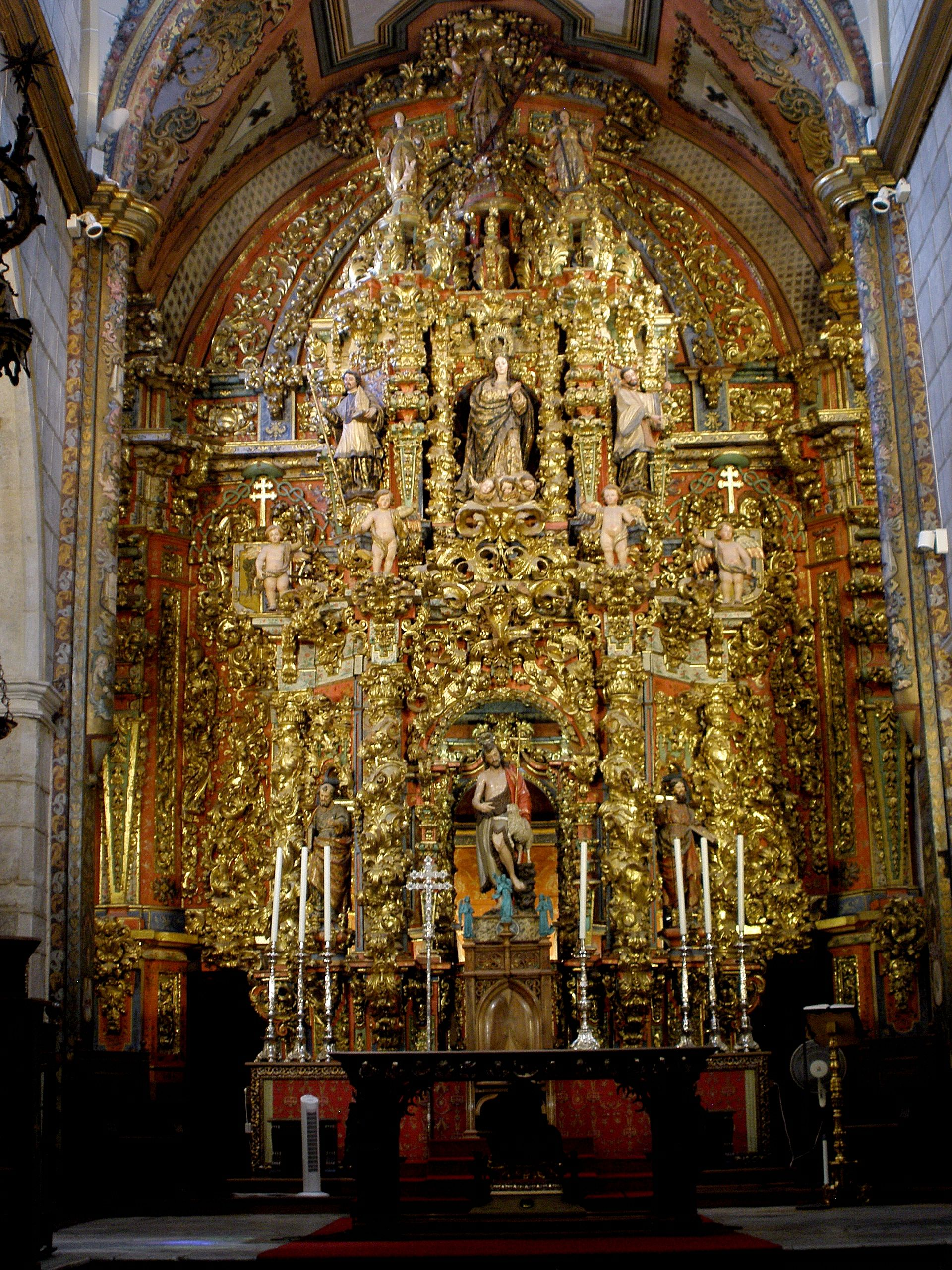
Retablo barroco de la Capilla Mayor

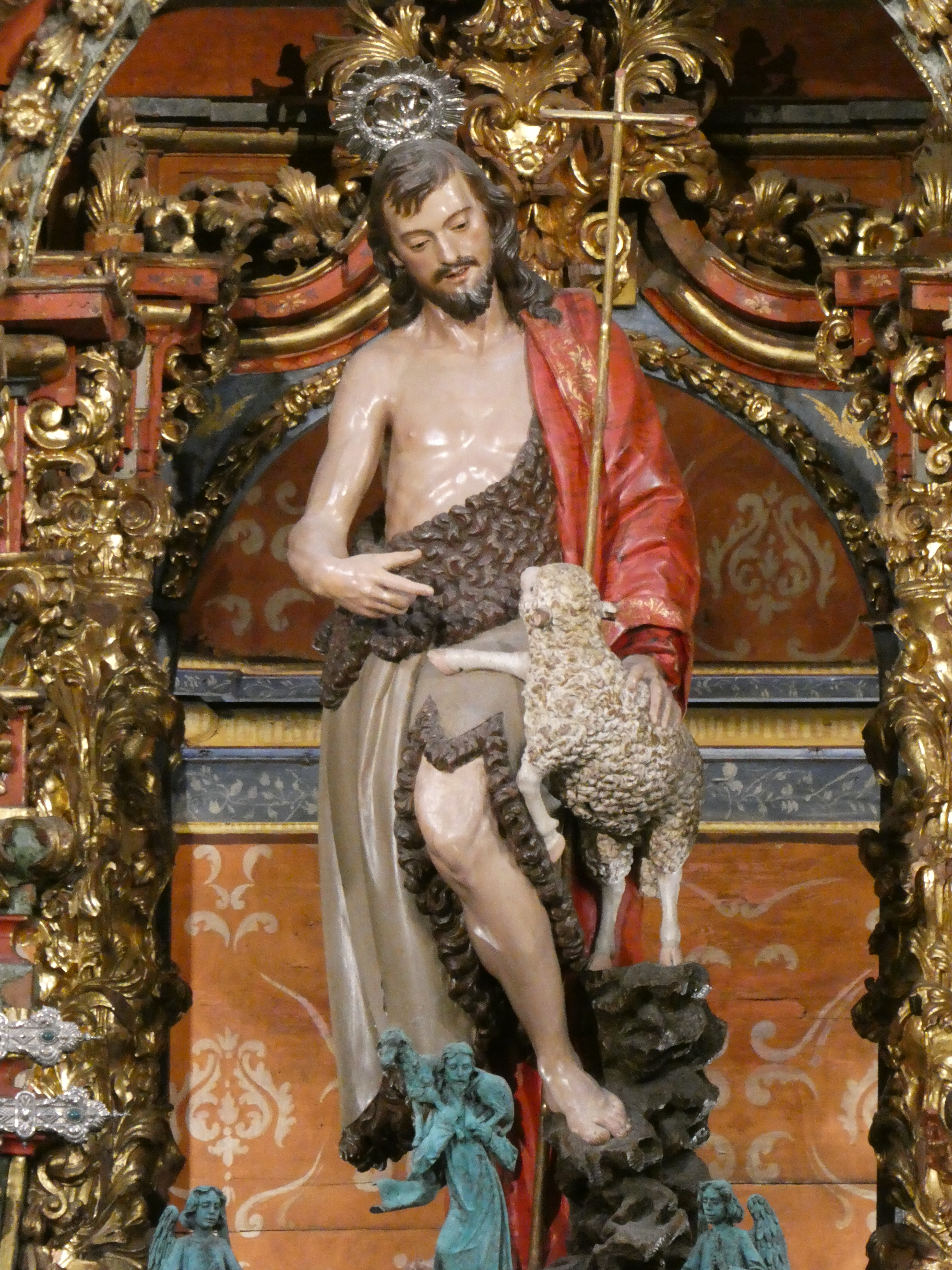
Escultura de San Juan Bautista en el retablo mayor. Año 1718.

La Capilla Mayor, que originariamente estuvo formada por tres ábsides poligonales cubiertos con nervaduras góticas y careció de girola, fue mandada reformar por el obispo Marín de Rodezno, entre 1681 y 1706. La reforma consistió en dar una mayor amplitud al presbiterio. Éste se cubrió con una cúpula en el primer tramo y una bóveda de cañón con lunetos en el segundo. También se reforzaron las cabeceras de las naves del Evangelio y de la Epístola que, al igual que en la Capilla Mayor, sustituyeron los ábsides poligonales por testeros planos y se cubrieron con bóvedas de aristas.
En el Altar Mayor se encuentra un retablo barroco en madera dorada, obra de Ginés López (1715-1717). Está formado por banco, dos cuerpos, tres calles y remate; ricamente decorado con hojarascas y elementos típicos del estilo, como las columnas salomónicas en el primer cuerpo y los estípites del segundo.
La rejería, otra de las joyas de la Catedral, data de finales del s. XVII, siguiendo modelos del Alentejo portugués.
El retablo está presidido en la calle central del primer cuerpo por la escultura en madera del titular de la catedral San Juan Bautista, obra de Juan Alonso Villabrille y Ron; en las calles laterales las imágenes en madera policromada de San Pedro y San Pablo. En la calle central del segundo cuerpo, escultura de la Inmaculada, en madera policromada, perteneciente a la escuela sevillana de principios del siglo XVIII y relacionada con el círculo de Duque Cornejo; a la derecha de la Inmaculada imagen de San Atón, nacido en Badajoz, y a la izquierda San Francisco Javier; también en el segundo cuerpo cuatro ángeles portalámparas o lampadarios. Por último, en el remate del retablo, representación de las tres Virtudes: Fe, Esperanza y Caridad. Sobre la mesa del altar un Crucificado del siglo XVII en madera policromada. El retablo es uno de los mejores ejemplares artísticos de la Catedral. En la realización de las tallas menores participaron Miguel Sánchez Taramas y Francisco Ruiz Amador.

### Coro

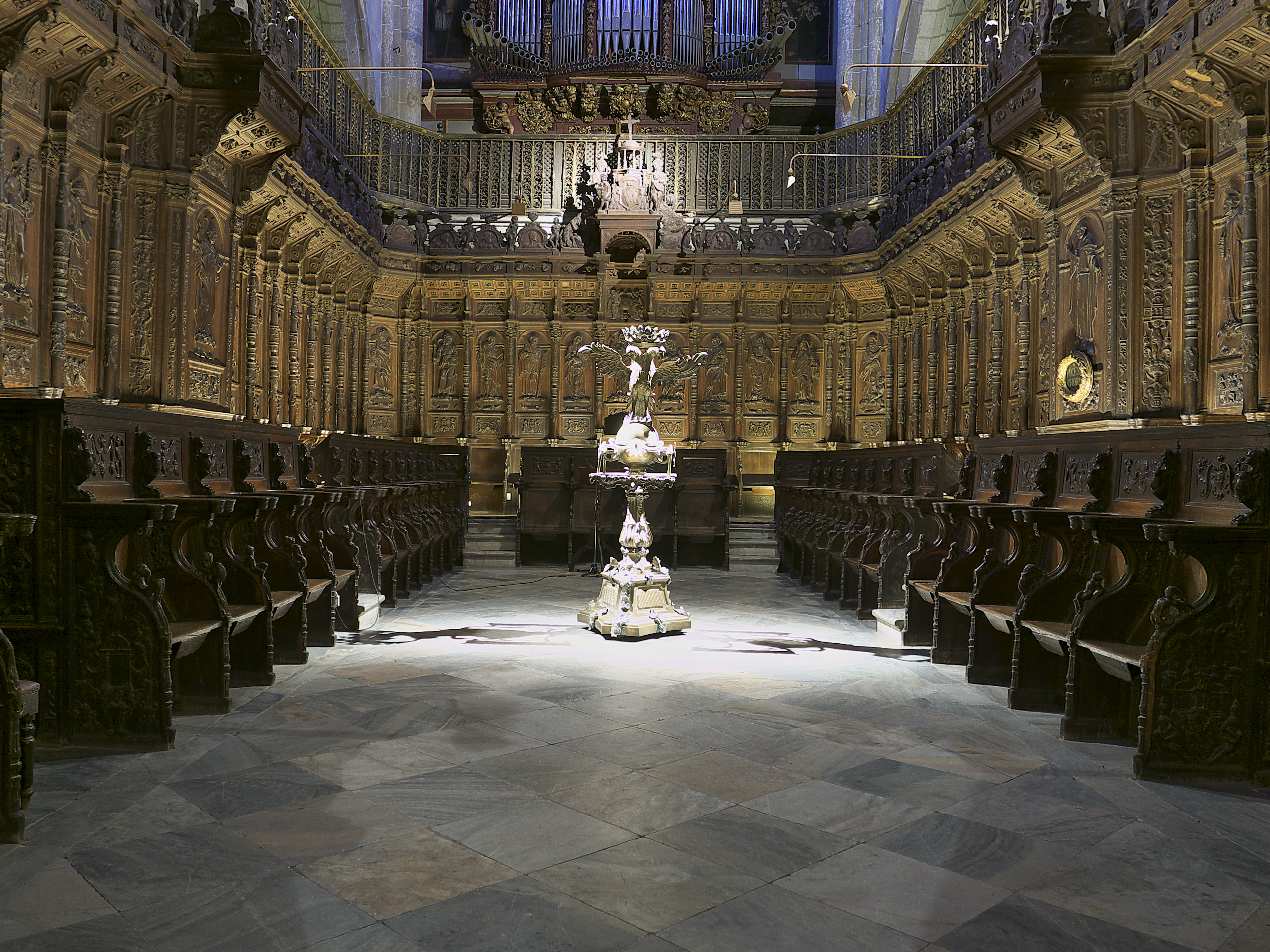
Sillaría coral

El coro se considera una de las joyas artísticas que posee la Catedral de Badajoz.
Se dispone en la nave central ocupando dos tramos de la misma, como en el resto de catedrales góticas españolas. Está formado por un rectángulo de 14,8 x 7,8 m. Hay dos órdenes de sillas (43 altas + 36 bajas) en torno al sitial del obispo. En los laterales dos tribunas rematan el conjunto. La autoría es de Jerónimo de Valencia, discípulo de Berruguete (1555-1559). Es de estilo plateresco, con figuras del Antiguo y Nuevo Testamento, y Santos y Doctores de la Iglesia. Además cuenta con ricos motivos como columnas abalaustradas, angelotes, guirnaldas, crestería, cartelas, medallones, etc. En las tribunas laterales del Coro encontramos figuras alegóricas de virtudes entre pilastras jónicas, del siglo XVIII.

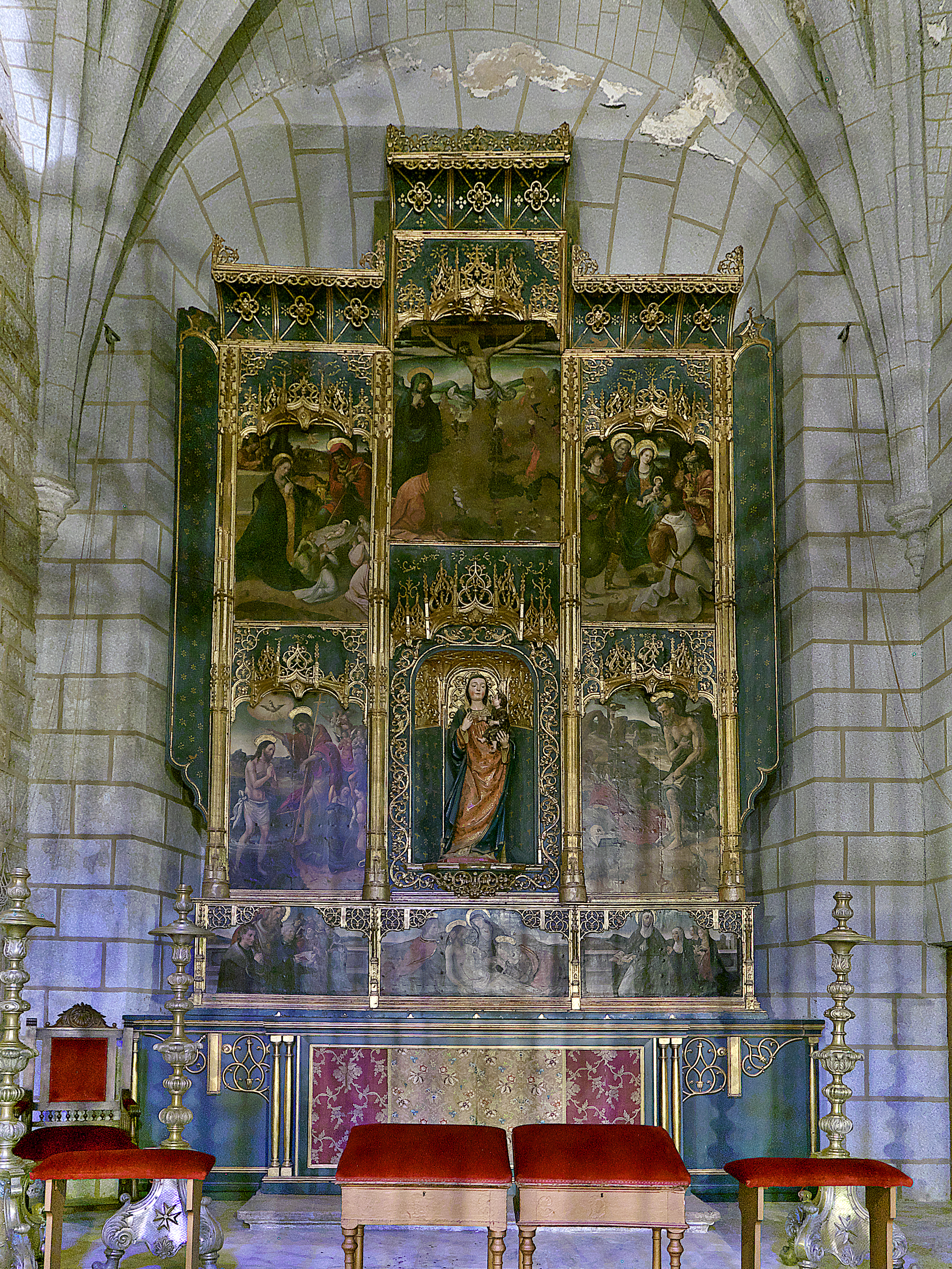
Retablo gótico de la Capilla de Santa Ana

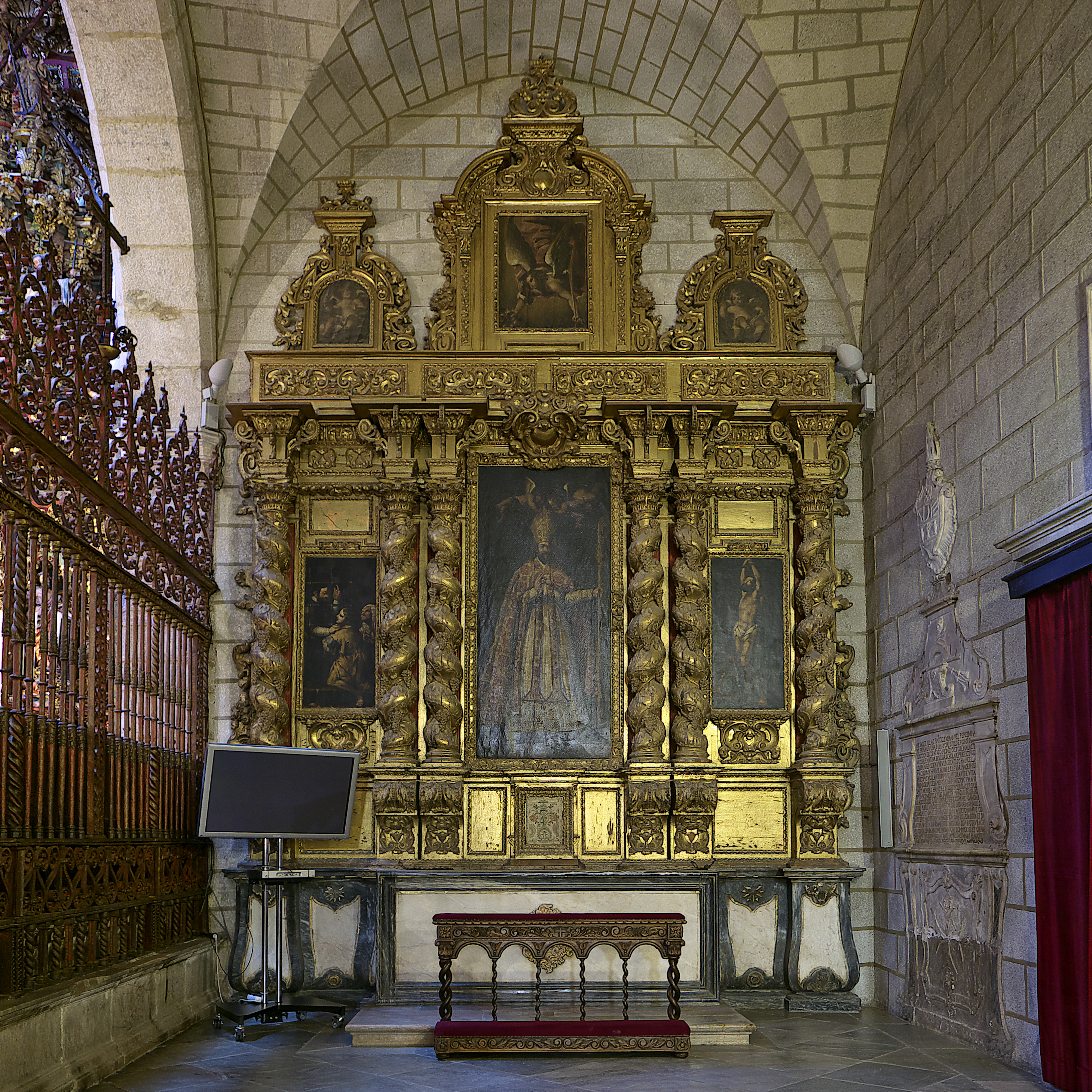
Capilla de San Blas

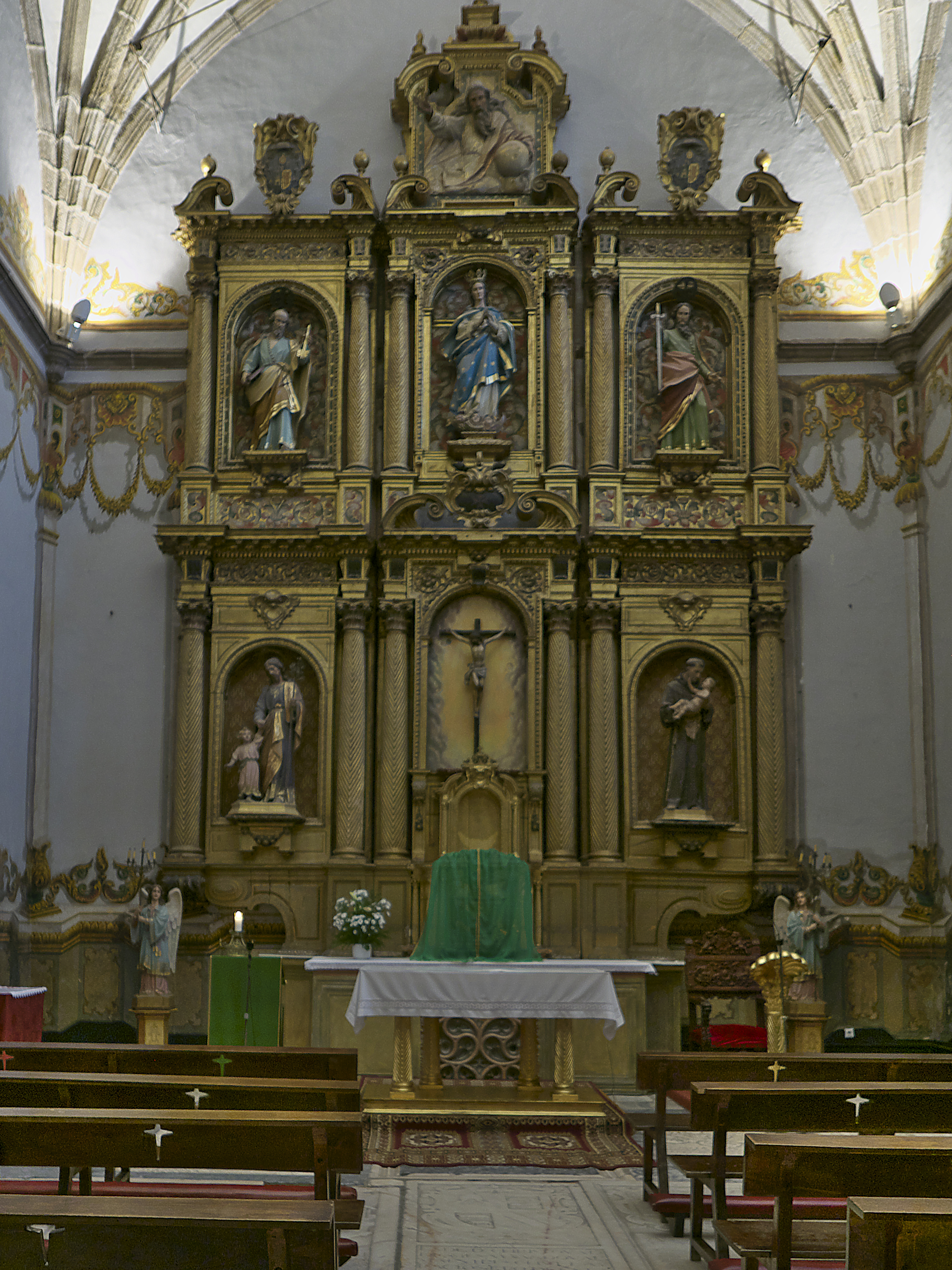
Capilla del Sagrario

El Coro contiene dos facistoles o atriles de lecturas, uno de madera plateresco del siglo XVI y otro de bronce del siglo XVIII conocido por El Aguilón, de José Rivero (1767). El Coro está rematado por tres órganos, los dos laterales renacentistas y el central que ostenta el escudo del cabildo es barroco, de principios del siglo XVIII. Las rejas que lo cierran, como las de la Capilla Mayor y las del tránsito entre ambos y los dos púlpitos, son de finales del siglo XVII. Las rejas, con hierros abalaustrados y cilíndricos levantados sobre zócalos y coronados por frisos rematados por roleos o espirales, están dentro de la tradición de rejería extremeña iniciada por Juan Cayetano Polo.
En el trascoro se encuentran dos pinturas al óleo sobre lienzos: San José, próximo a la obra de los discípulos de Murillo, y los santos mártires Marco y Marceliano, ambas del siglo XVIII y pintadas por Alonso García Mures en 1727.

### Capillas y Altares laterales
- Altar de Nuestra Señora de la Antigua
- Capilla de San Juan de Ribera
- Capilla de las Reliquias
- Capilla de los Fonsecas
- Capilla de las Reliquias
- Capilla del Sagrario
- Capilla de Santa Bárbara
- Capilla de la Anunciación
- Capilla de Santa Teresa (San Pedro)
- Capilla de la Magdalena
- Capilla de Santa Ana
- Capilla de San Fernando
- Altar de San Blas

### Claustro
El Claustro de la Catedral forma parte también del Museo Catedralicio, pudiendo visitarse durante el recorrido por el mismo.
Levantado entre 1509 y 1520, sustituyó a otro anterior de la segunda mitad del siglo XIV. Tiene planta cuadrangular con alas o crujías de cinco tramos más los angulares. Las crujías están cubiertas con bóvedas góticas con nervios diagonales en las bóvedas de los ángulos. Los arcos ofivales abiertos al patio están divididos en dos partes, la inferior formada por tracerías de arcos sustentados por pilares torsos y la superior cubierta con vidrieras de colores del siglo XIX que, al igual que la azulejería del claustro, procede de una restauración en el siglo XIX.
Sustituyendo a otros altares del s. XVI, en los ángulos del claustro encontramos cuatro altares pintados, tres de los cuales son obra de Alonso García Mures, y el cuarto de Antonio Lucenqui (1804): Virgen sedente con el niño, San Sebastián, San Fabián, Santa Brígida y San Juan Bautista.

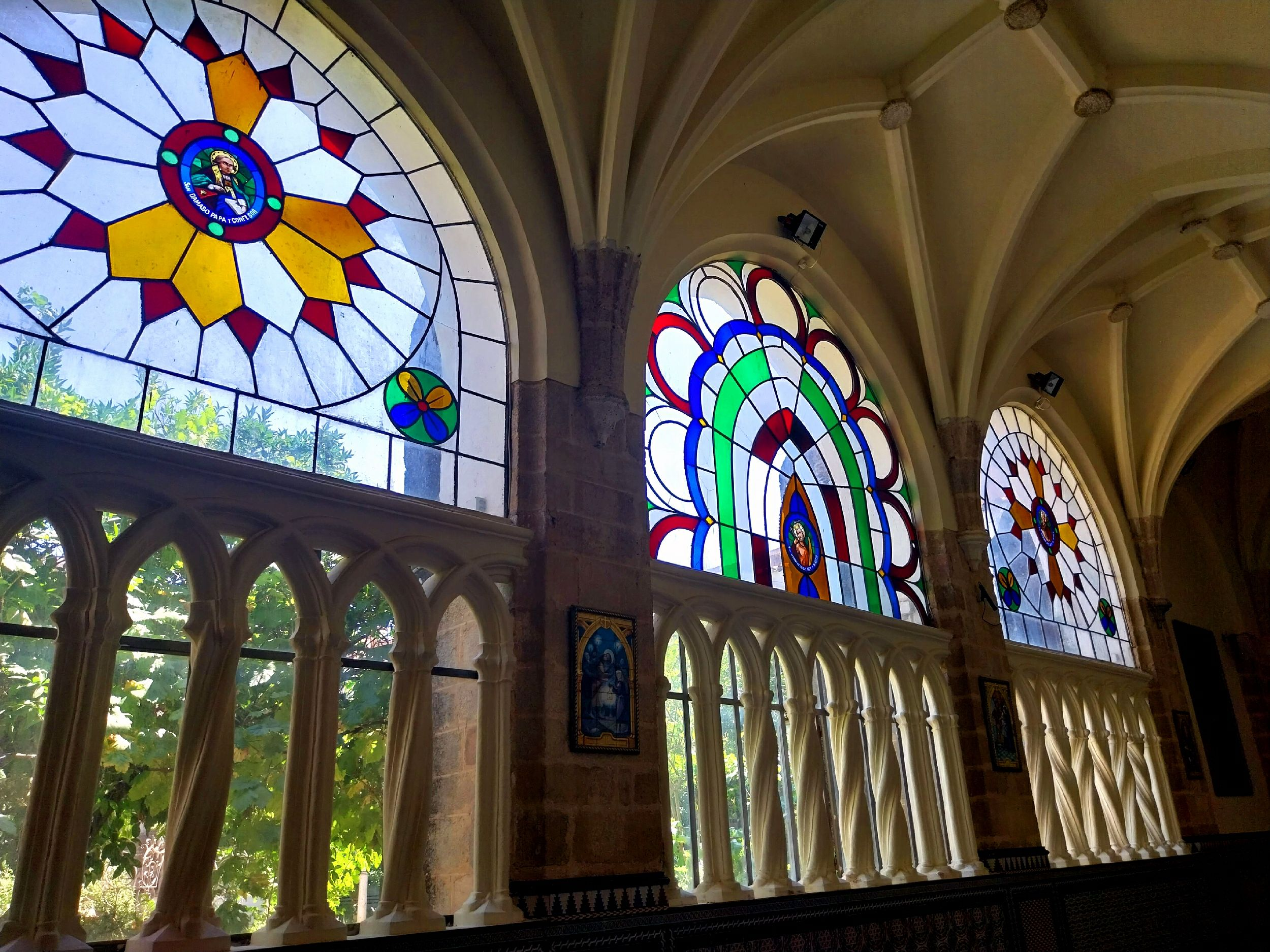
Crujía del claustro

Una de las dos capillas del claustro es la conocida como Capilla de San Benito, de la Soledad o de San Atón. Data de mediados del s. XVI, y tiene bóveda gótica. En el altar central se encuentra La Soledad, óleo sobre lienzo del s. XVIII. En el lateral izquierdo encontramos un retablo barroco tardío en mármol gris y blanco, del siglo XVIII, obra de Juan de Estrada, y con San Benito, San Atón, Santo Domingo, y San Miguel.
La segunda capilla es la del Santísimo Cristo, construida en el s. XVII junto con la Sala Capitular, por orden de Marín de Rodezno. Está cubierta por una cúpula sobre pechina, anteriormente pintada. En el centro de la capilla se encuentra un retablo de madera dorada con un Cristo Crucificado (s. XVI), procedente de la Ermita de Bótoa. Además encontramos el lienzo de Antonio Monreal Huida a Egipto (1632).
El claustro acoge el mausoleo del General Menacho desde 1911, cuando sus restos fueron trasladados (ver Monumento a la Memoria de Menacho, en el Baluarte de Santiago).
En el muro de la crujía este del claustro, se encuentra la lauda sepulcral de Lorenzo Suárez de Figueroa y su mujer, Isabel de Aguilar, hecha en Venecia hacia 1503. La autoría de la lauda está dudosa entre: Pier Zuanne delle Campane y Alessandro Leopardi. Está rodeada por una cenefa decorativa de grutescos que enmarcan la figura en relieve de Lorenzo Suárez de Figueroa, con el más puro espíritu y estilo renacentista. A sus pies, los escudos nobiliarios de los Figueroa y Aguilar y, bajo la figura, una inscripción. La lauda posee una placa complementaria, también con cenefa decorativa de grutescos y los escudos de los Figueroa y Aguilar.

### Sacristía y Cripta

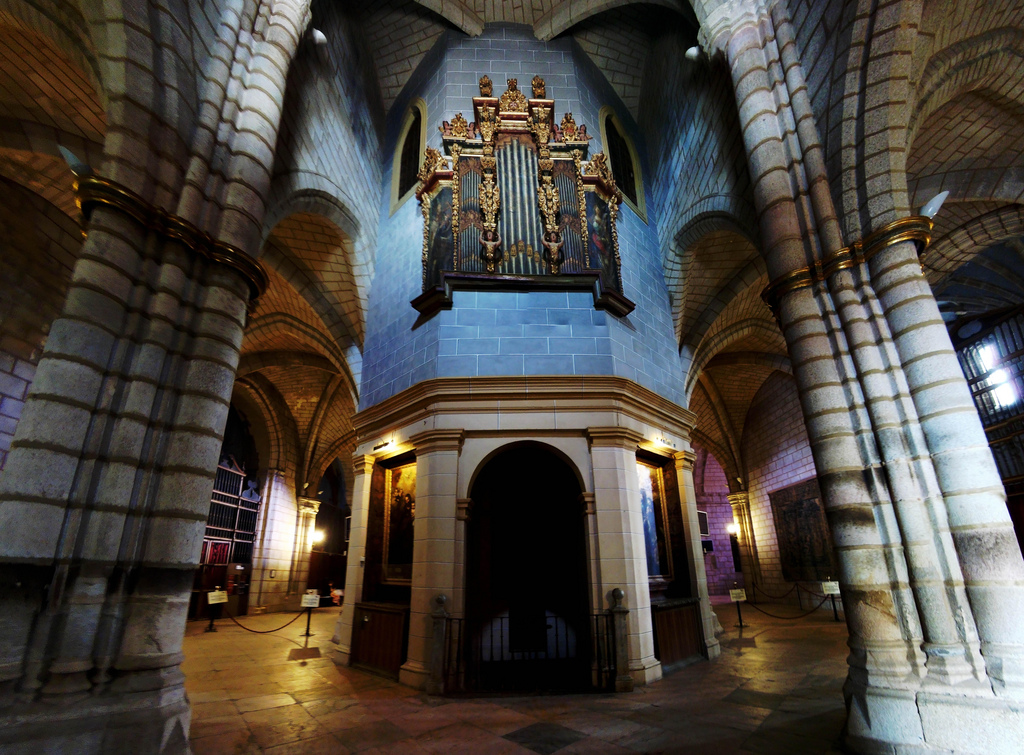
Entrada a la cripta

La Sacristía situada junto a la cabecera, fue mandada levantar por Marín de Rodezno en 1697 junto con la Capilla Mayor. Es de planta cuadrada y cubierta por una cúpula. Está decorada con cajonería de nogal y espejos de ébano. En el centro se dispone una mesa calicera de mármol. En las paredes cuelgan ocho tapices de lana y seda, de la escuela flamenca del s. XVI. Estos tapices muestran motivos mitológicos como Cupido, Dafne, Diana, etc. Además encontramos un Crucificado de madera policromada. Entre la sacristía y la Capilla de la Magdalena se encuentra una capilla/oratorio dedicada a San Juan de Ribera.
La Antesacristía está cubierta con bóveda sencilla de crucería de ladrillo. La comunicación con la sacristía se realiza por una puerta de vano adintelado, enmarcado con pilastras jónicas, arquitrabe quebrado y frontón circular con relieve del Cordero, todo ello de principios del s. XVI.
La entrada a la Cripta está situada en el trascoro y fue mandada hacer en 1693 por Marín del Rodezno. Parece ser que fue construida en este lugar por la posible existencia de una antigua iglesia mozárabe.

## Museo Metropolitano de la Catedral de Badajoz

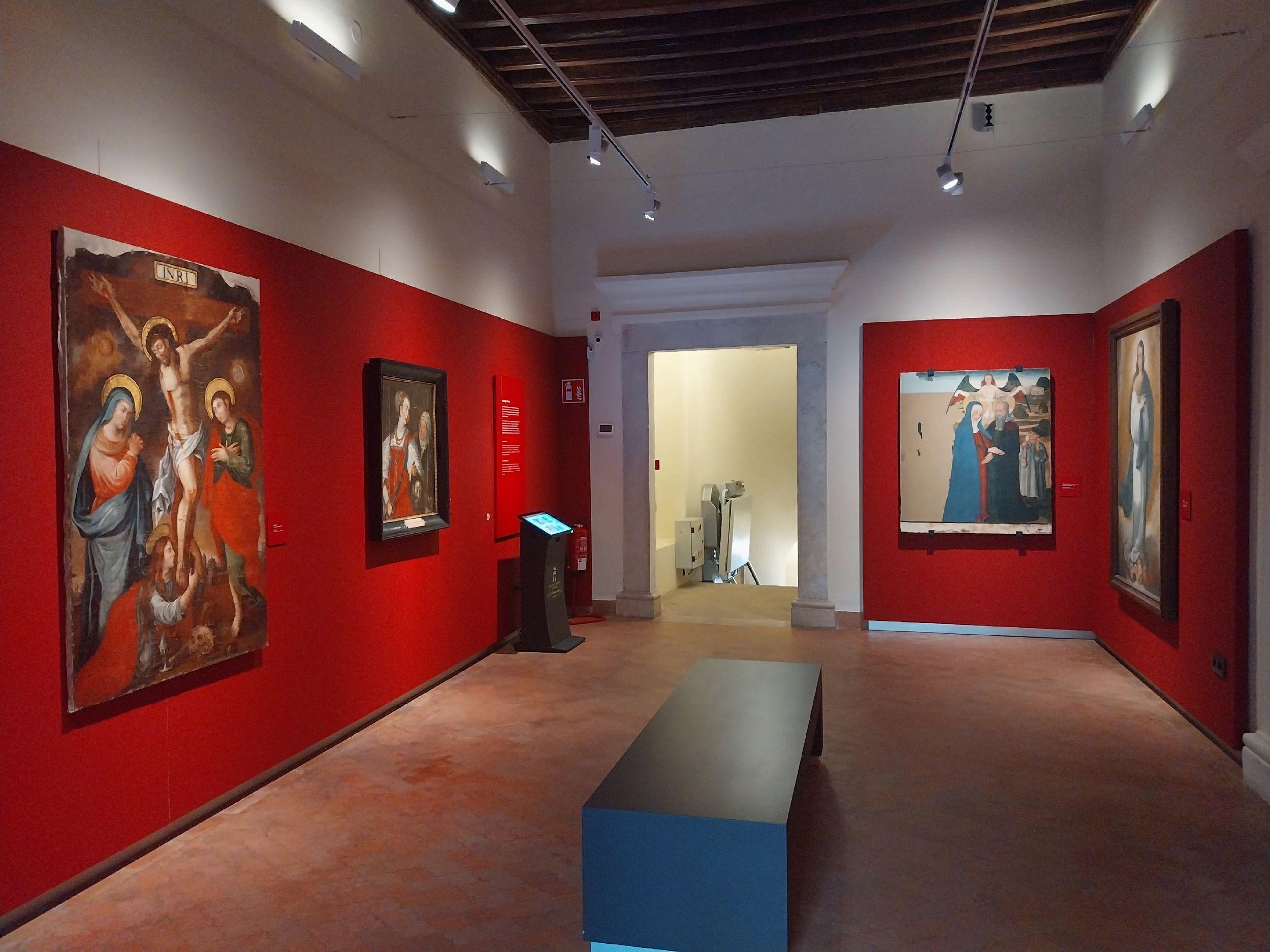
Sala de pintura del Museo Metropolitano

## Archivo Catedralicio
Tras la nueva creación de la Provincia Eclesiástica de Mérida-Badajoz, la Pontificia Comisión de los Bienes Culturales de la Iglesia ordenó el 2 de febrero de 1997 la concentración de los Archivos Eclesiásticos, integrando los fondos del Catedralicio y del Diocesano en el Metropolitano.

### Museo Metropolitano de la Catedral
- Museo Metropolitano de la Catedral, en Ayuntamiento de Badajoz.
- Museo Metropolitano de la Catedral, en Turismo de Extremadura
- Museo Metropolitano de la Catedral, en Turismo de Badajoz

- Datos: Q2942592
- Multimedia: Badajoz Cathedral / Q2942592